# Smithsonian American Art Museum
Lo Smithsonian American Art Museum (comunemente noto come SAAM, e precedentemente National Museum of American Art) è un museo di Washington, parte della Smithsonian Institution. Insieme al suo museo secondario, la Renwick Gallery, lo Smithsonian American Art Museum detiene una delle collezioni d'arte più grandi e complete al mondo, dal periodo coloniale ad oggi, realizzata negli Stati Uniti. Il museo ha più di 7000 artisti rappresentati nella collezione. La maggior parte delle mostre si svolge nell'edificio principale del museo, il vecchio Patent Office Building (condiviso con la National Portrait Gallery), mentre le mostre incentrate sull'artigianato sono esposte nella Renwick Gallery.
Il museo fornisce risorse elettroniche alle scuole e al pubblico attraverso il suo programma educativo nazionale. Mantiene sette database di ricerca online con oltre 500.000 oggetti, tra cui gli Inventories of American Painting and Sculpture che documentano più di 400.000 opere d'arte in collezioni pubbliche e private in tutto il mondo. Dal 1951 il museo mantiene un programma di mostre itineranti; a partire dal 2013, più di 2,5 milioni di visitatori hanno visto le mostre.

## Storia
Lo Smithsonian American Art Museum ha avuto molti nomi nel corso degli anni: Smithsonian Art Collection, National Gallery of Art (da non confondere con l'attuale museo che porta lo stesso nome), National Collection of Fine Arts e National Museum of American Art. Il museo ha adottato il suo nome attuale nell'ottobre 2000.
La collezione, iniziata nel 1829, fu esposta per la prima volta nello Smithsonian Building, ora soprannominato "Castle" e si è poi ampliata insieme agli spazi espositivi. Lo Smithsonian American Art Museum ha aperto al pubblico per la prima volta nella sua posizione attuale nel 1968, quando lo Smithsonian ha rinnovato il Patent Office Building (edificio per gli uffici dei brevetti) per esporre la sua collezione di belle arti. L'Old Patent Office Building è un monumento storico nazionale situato nel centro di Washington ed è un esempio di architettura del greek revival; fu progettato dagli architetti Robert Mills e Thomas Ustick Walter.
Durante gli anni '90, la Smithsonian Institution ha lavorato al restauro dell'edificio.
Lo Smithsonian ha completato un'altra ristrutturazione dell'edificio il 1º luglio 2006. La ristrutturazione del 2000-2006 ha ripristinato molte delle eccezionali caratteristiche architettoniche dell'edificio: restaurando i portici modellati sul Partenone di Atene, una doppia scala curva, colonnati, gallerie a volta, grandi finestre e lucernari lunghi quanto un isolato. Durante la ristrutturazione, furono aggiunti all'edificio il Lunder Conservation Center, il Luce Foundation Center for American Art, il Nan Tucker McEvoy Auditorium e il Robert and Arlene Kogod Courtyard.
Nel 2008, la American Alliance of Museums ha assegnato il riaccreditamento allo Smithsonian American Art Museum.